# Momordica corymbifera
Momordica corymbifera är en gurkväxtart som beskrevs av Joseph Dalton Hooker. Momordica corymbifera ingår i släktet Momordica och familjen gurkväxter. Inga underarter finns listade i Catalogue of Life.